# David Zucker (Regisseur)
David Zucker (* 16. Oktober 1947 in Milwaukee, Wisconsin) ist ein US-amerikanischer Regisseur und Drehbuchautor und Mitglied des Filmemacher-Trios ZAZ.

## Karriere
David Zucker begann seine Karriere Ende der 1960er Jahre gemeinsam mit seinem Bruder Jerry Zucker und ihrem gemeinsamen Freund Jim Abrahams mit der Gründung des Kentucky Fried Theatre, als die sie ein Programm mit dem Namen Vegetables auf die Bühne brachten, das aus einer Reihe von satirischen Sketchen, schlichtem Blödsinn und Attacken auf den American Way of Life bestand. Nach unerwartetem Erfolg – die Show war monatelang ausverkauft – zog die Truppe 1969 nach Los Angeles, wo sich ihr Siegeszug fortsetzte. 1977 kam es zur ersten Arbeit in Hollywood, als Zucker, Abrahams und Zucker das Drehbuch für den Film Kentucky Fried Movie (Regie: John Landis) schrieben. ZAZ kannten sich bereits sei ihrer Kindheit, sie gingen auf die gleiche Schule, später die gleiche Universität, außerdem waren die Väter geschäftlich miteinander verbunden und ihre Familien besuchten die gleiche Synagoge.
Der gemeinsame Weg der drei setzte sich mit ähnlich verrückten Filmen fort, deren typisches Merkmal die Parodie ganzer Filmgenres ist. Dabei engagierten sie für ihre Filme genau die Schauspieler, die zuvor in den ernstgemeinten filmischen Vorbildern gespielt hatten, und ließen sie sich selbst auf den Arm nehmen. Zu ihren bekanntesten Filmen aus dieser Zeit zählen Die unglaubliche Reise in einem verrückten Flugzeug (1980), Top Secret! (1984) und Die unglaubliche Entführung der verrückten Mrs. Stone (1986).
Ab Ende der 1980er Jahre konzentrierte sich David Zucker mehr auf seine Solokarriere, seine Komödien High School High oder Die Sportskanonen konnten seine früheren Erfolge jedoch nicht wiederholen. Erst 2003 war Zucker wieder weltweit erfolgreich, als er für den dritten Teil der Scary-Movie-Reihe verpflichtet wurde. Er engagierte hierfür Pat Proft als Drehbuchautor, mit dem er zuvor schon an der Nackte Kanone-Reihe gearbeitet hatte. Auch der vierte Teil, Scary Movie 4, war höchst erfolgreich, der fünfte Teil Scary Movie 5 erschien 2013. 2008 kam Superhero Movie in die Kinos.

## Filmografie
- 1977: Kentucky Fried Movie (Drehbuch und Darsteller 1)
- 1980: Die unglaubliche Reise in einem verrückten Flugzeug (Regie, Drehbuch, geschäftsführender Produzent und Darsteller 1)
- 1982: Die nackte Pistole (TV-Serie) (Regie, Drehbuch und geschäftsführender Produzent)
- 1984: Top Secret! (Regie, Drehbuch und Darsteller 1)
- 1986: Die unglaubliche Entführung der verrückten Mrs. Stone (Regie)
- 1988: Die nackte Kanone (Regie, Drehbuch, geschäftsführender Produzent und Darsteller 1)
- 1991: Die nackte Kanone 2½ (Regie, Drehbuch und Darsteller 1)
- 1992: Brain Donors (geschäftsführender Produzent)
- 1993: For Goodness Sake (Regie, Drehbuch und Produzent)
- 1994: Die nackte Kanone 33⅓ (Drehbuch, Produzent und Darsteller 1)
- 1995: Dem Himmel so nah (Produzent)
- 1996: For Goodness Sake II (Produzent)
- 1996: High School High (Drehbuch und Produzent)
- 1998: Die Sportskanonen (Regie, Drehbuch und Darsteller 1)
- 2002: Nicht auflegen! (Produzent)
- 2003: Partyalarm – Finger weg von meiner Tochter (Regie)
- 2003: Scary Movie 3 (Regie)
- 2006: Scary Movie 4 (Regie, geschäftsführender Produzent und Darsteller 1)
- 2008: Superhero Movie (Produzent)
- 2008: News Movie (Produzent)
- 2008: Big Fat Important Movie (An American Carol, Regisseur, Drehbuchautor, Produzent)
- 2013: Scary Movie 5 (Produzent, Drehbuch)